# Galerkinova metoda
Galerkinova metoda (často též Ritzova-Galerkinova metoda, dle přepisu z ruštiny Galjorkinova metoda) je postup používaný při řešení soustavy parciálních diferenciálních rovnic, jehož princip spočívá v nahrazení původní rovnice, tzv. silné formulace, její integrální formou, tzv. slabým řešením, a následnou diskretizací slabého řešení. Galerkinova metoda, která patří do třídy metod vážených reziduí, se stala základem metody konečných prvků. Ve dvacátých letech 20. století ji významně rozpracovali ruští vědci, zejména Ivan Bubnov a Boris Grigorjevič Galjorkin (také přepisován Galerkin), kteří navázali na práci německého matematika Walthera Ritze. Prudký vývoj pak od padesátých let zaznamenala Metoda konečných prvků zejména díky rozmachu výpočetní techniky. V současnosti je metoda konečných prvků nejpoužívanější metodou pro numerické simulace nejrůznějších fyzikálních problémů.

## Slabé řešení diferenciální rovnice
Uvažujme diferenciální rovnici pro funkci {\displaystyle u\,\!} na oblasti {\displaystyle \Omega \,\!} splňující homogenní Dirichletovské podmínky na hranici oblasti {\displaystyle \partial \Omega \,\!}.
kde {\displaystyle L\,\!} je lineární diferenciální operátor. Definujeme skalární součin
a pak funkce, pro něž je integrál {\displaystyle \int _{\Omega }f(x)^{2}\mathrm {d} \Omega \,\!} konečný, a které splňují nulové okrajové podmínky, tvoří nekonečně-dimenzionální
vektorový prostor {\displaystyle V\,\!}. Existuje tedy vektorová báze {\displaystyle \{\phi _{i}\}_{i=1}^{\infty }\,\!} a libovolnou funkci
z prostoru {\displaystyle V\,\!} lze vyjádřit jako lineární kombinaci bázových funkcí {\displaystyle f=\sum _{i=1}^{\infty }\alpha _{i}\phi _{i}},
přičemž platí-li pro nějakou funkci {\displaystyle f\,\!}, že její skalární součin s libovolnou z bázových funkcí je nulový, pak funkce {\displaystyle f\,\!} je nulovým prvkem vektorového prostoru {\displaystyle V\,\!}.
To vede k definici slabého řešení {\displaystyle u\,\!}, které místo původní diferenciální rovnice splňuje rovnici
Slabé řešení je tedy definováno integrální rovnicí
Existuje-li silné řešení, a je-li dostatečné hladké, pak je rovno slabému řešení.

## Diskretizace slabého řešení
Princip Galerkinovy metody spočívá v nahrazení nekonečně-dimenzionálního prostoru {\displaystyle V\,\!} jeho konečně-dimenzionálním podprostorem {\displaystyle V_{n}\,\!}. Řešení {\displaystyle u_{n}\,\!} pak hledáme ve tvaru konečné řady {\displaystyle f=\sum _{i=1}^{n}\alpha _{i}\phi _{i}\,\!}, které splňuje slabou formulaci
čímž dostáváme soustavu {\displaystyle n\,\!} lineárních rovnic pro {\displaystyle n\,\!} neznámých koeficientů {\displaystyle \alpha _{i}\,\!}
Matice
se z historických důvodů nazývá maticí tuhosti a vektor
vektorem zatížení. Pro bázové funkce se používá označení testovací funkce.

## Vztah slabého řešení a variačních úloh
Je-li {\displaystyle a(u,v)\,\!} symetrická bilineární forma, pak minimalizace funkcionálu
který je dán výrazem
je ekvivalentní hledání řešení
neboť
a tedy funkcionál nabývá minima pro {\displaystyle v=u\,\!}, protože člen {\displaystyle a(u,u)\,\!} je konstantní. Pokud diferenciální rovnice popisuje fyzikální systém mající potenciální energii, vyjadřuje funkcionál {\displaystyle J\,\!} energii systému.

## Příklad
Řešme rovnici {\displaystyle {\frac {\mathrm {d} ^{2}y}{\mathrm {d} x^{2}}}=x} s homogenními okrajovými
podmínkami {\displaystyle y(0)=y(1)=0\,\!}. Rovnici přenásobíme testovací funkcí {\displaystyle \phi \,\!} splňující okrajové podmínky {\displaystyle \phi (0)=\phi (1)=0\,\!} a integrujeme na intervalu
{\displaystyle <0,1>\,\!}, dostáváme
Integrací per partes pak dále upravíme levou stranu
a díky tomu, že bázové funkce {\displaystyle \phi \,\!} splňují okrajové podmínky, dostáváme slabou formulaci problému
která musí být splněna pro všechny testovací funkce.

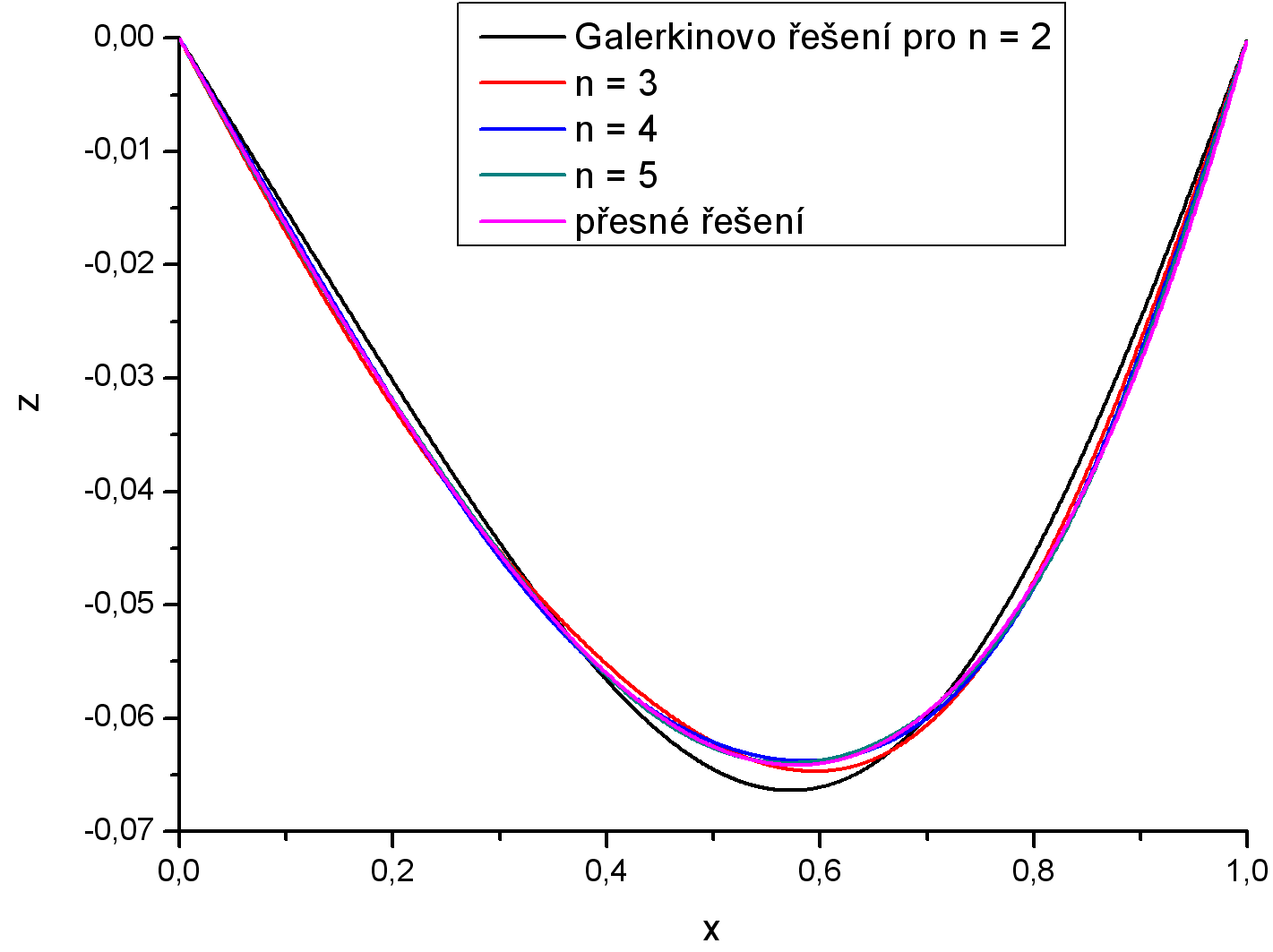
Příklad: přesné řešení diferenciální rovnice a Galerkinovo řešení ve tvaru konečné řady pro různé délky řady.

Zvolme bázové funkce ve tvaru {\displaystyle \phi _{i}=\sin(i\pi x)\,\!} a řešení hledejme jako konečnou řady {\displaystyle y=\sum _{i=1}^{n}\alpha _{i}\phi _{i}=\sum _{i=1}^{n}\alpha _{i}\sin(i\pi x)}. Díky volbě bázových funkcí je matice tuhosti diagonální, neboť {\displaystyle A_{ij}=-\int _{0}^{1}ij\pi ^{2}\cos(i\pi x)\cos(j\pi x)\mathrm {d} x=-{\frac {ij\pi ^{2}}{2}}\delta _{ij}}, kde {\displaystyle \delta _{ij}} je Kroneckerovo delta. Vektor zatížení je {\displaystyle F_{i}=\int _{0}^{1}x\sin(i\pi x)\mathrm {d} x={\frac {(-1)^{(i+1)}}{i\pi }}}. Pro koeficienty {\displaystyle \alpha _{i}\,\!} tedy platí {\displaystyle -{\frac {ij\pi ^{2}}{2}}\delta _{ij}\alpha _{j}={\frac {(-1)^{(i+1)}}{i\pi }}} a hledané řešení má tedy tvar

## Metoda konečných prvků
Metoda konečných prvků je zvláštním případem Galerkinovy metody, při které jsou jako testovací funkce použity funkce s kompaktním nosičem. Díky tomu je matice tuhosti řídká, v ideálním případě pásová, a při numerickém řešení soustavy rovnic lze s výhodou použít efektivní algoritmy.

Testovací po částech lineární funkce (modře) na intervalu a příklad jejich lineární kombinace (červeně).

Výše uvedený příklad lze řešit metodou konečných prvků: interval {\displaystyle <0,1>\,\!} rozdělme na {\displaystyle n\,\!} intervalů a definujme bázové funkce

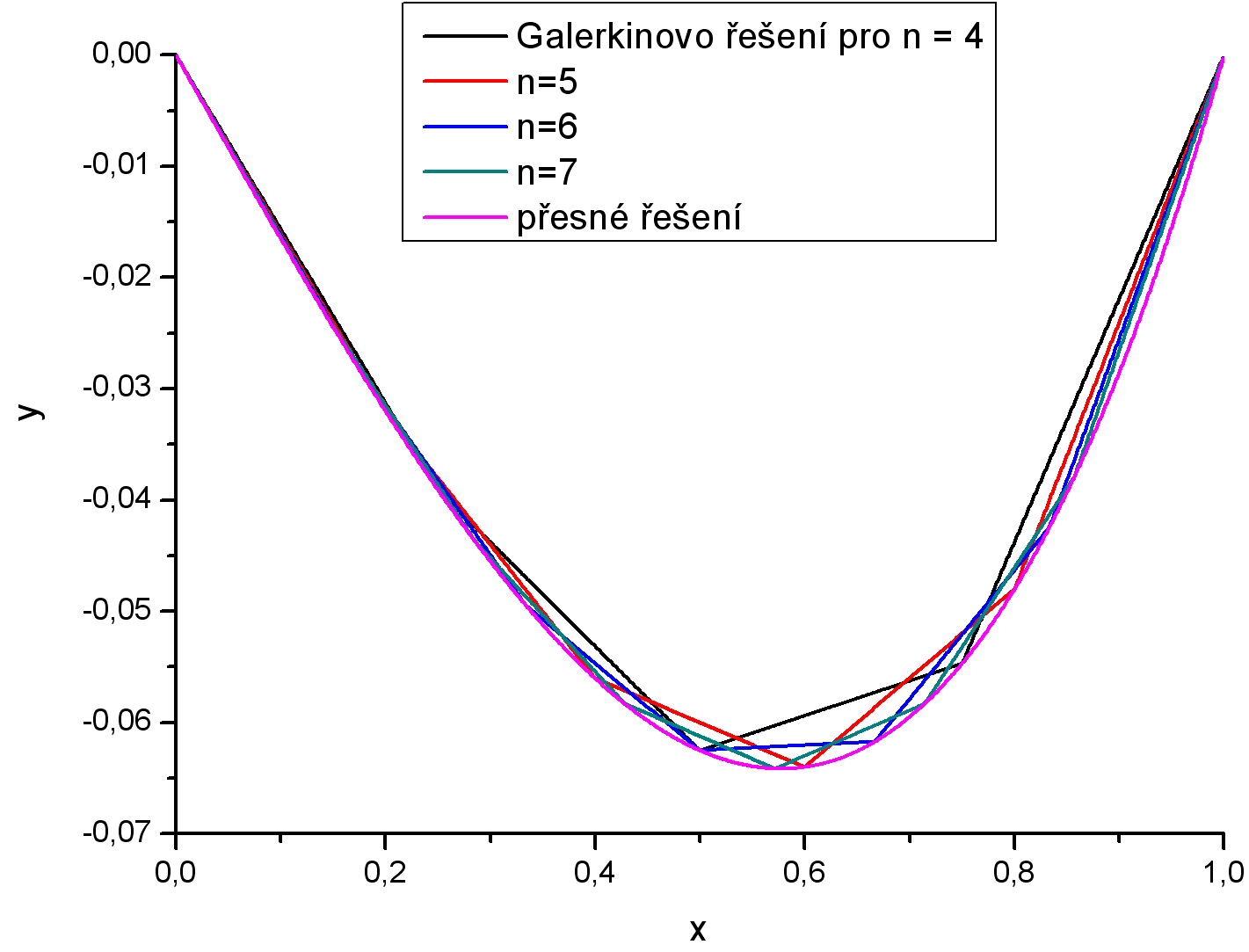
Příklad: přesné řešení diferenciální rovnice a Galerkinovo řešení pro různé diskretizace oblasti.

Pro jednoduchost uvažujme, že délka všech intervalů {\displaystyle h=x_{i}-x_{i-1}\,\!} je stejná, potom matice tuhosti je diagonální
Řešení opět hledáme ve tvaru konečné řady {\displaystyle y_{h}(x)=\sum _{i=1}^{n}\alpha _{i}f_{i}(x)\,\!}. Jednotlivé složky vektoru zatížení {\displaystyle F_{i}=\int _{0}^{1}xf_{i}(x)\mathrm {d} x\,\!} lze sice v tomto jednoduchém případě řešit analyticky, ale v obecném případě je nutné použít numerickou integraci, což může platit i pro prvky matice tuhosti. V praxi se jak pro výpočet jednotlivých prvků vektorů zatížení, tak i jednotlivých prvků matice tuhosti, používají Gaussovy kvadraturní vzorce.

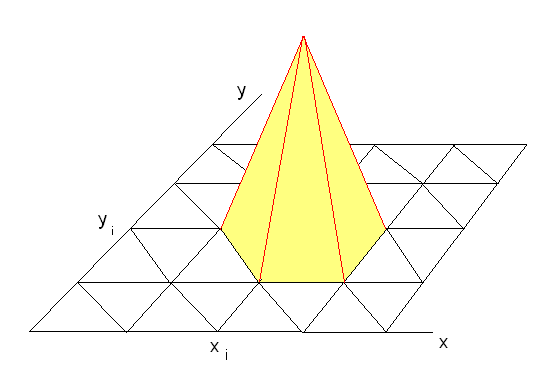
Courantova bázová funkce na triangulované oblasti

Jedním z hlavních problémů metody konečných prvků je síťování (triangulace) oblasti, které v inženýrské praxi představuje často časově nejvíce náročnou část analýzy. Dvoudimenzionální sítě jsou obvykle tvořeny trojúhelníky nebo čtyřúhelníky, zatímco třídimenzionální sítě jsou obvykle tvořeny čtyřstěny nebo šestistěny. Výsledky automatického síťování třídimenzionálních oblastí často vyžadují manuální opravy výsledné sítě a proto se automatickému generovaní sítí věnuje od 70. let minulého století velké úsilí. Přesto zůstává automatické generace sítě stále nevyřešeným problémem.
Je-li hranice vyšetřované oblasti křivočará, je aproximace oblasti mnohostěnem (polyedrem) zdrojem dalších nepřesností metody, proto se někdy uvažují křivočaré prvky, což je však v praxi velmi obtížné.
Dalším zdrojem chyb je numerická integrace použitá při výpočtu jednotlivých prvků vektoru zatížení a matice tuhosti i numerické chyby při vlastním řešení soustavy lineární rovnic s řídkou maticí, při níž se s ohledem na velikost matice často používají iterační metody (Jacobiho metoda, Gauss-Seidelova metoda aj.).

## Odhad chyby metody
Pro odhad chyby diskretizovaného řešení {\displaystyle y_{h}\,\!} má klíčový význam Céaovo lemma podle něhož pro funkce ze Sobolevova prostoru {\displaystyle H^{1}\,\!} existuje taková konstanta {\displaystyle C\,\!}, že
Norma {\displaystyle \|v\|_{H^{1}}={\sqrt {<v,v>}}} je přitom definována pomocí skalárního součinu na prostoru {\displaystyle H^{1}\,\!}
{\displaystyle <f,g>=\int _{\Omega }^{}f(x)g(x)\mathrm {d} \Omega +\sum _{k=1}^{N}{\frac {\partial f}{\partial x_{k}}}{\frac {\partial g}{\partial x_{k}}}\mathrm {d} \Omega }
Céanovo lemma říká, že i kdybychom znali přesné řešení {\displaystyle y\,\!} zkoumané diferenciální rovnice, na prostoru {\displaystyle V_{h}\,\!} bychom nenalezli lepší aproximaci řešení, než je právě {\displaystyle y_{h}\,\!}.
Ve výše uvedeném případě uvažujme po částech lineární funkci {\displaystyle {\tilde {y}}}, která aproximuje přesné řešení {\displaystyle y\,\!} ve všech uzlových bodech, tj. platí {\displaystyle y(x_{i})={\tilde {y}}(x_{i}),\,\forall i=0,1,\ldots N}. Pro každý interval {\displaystyle <x_{i},x_{i+1}>\,\!} lze pomocí Taylorova rozvoje psát
{\displaystyle {\tilde {y}}(x)={\tilde {y}}(x_{i})+{\tilde {y}}'(x_{i})(x-x_{i})}
{\displaystyle y(x)=y(x_{i})+y'(x_{i})(x-x_{i})+{\frac {1}{2}}y''(\xi _{x})(x-x_{i})^{2}},
kde {\displaystyle \xi _{x}\,\!} je nějaký bod v intervalu {\displaystyle <x_{i},x>\,\!}. Dosadíme-li za {\displaystyle x\,\!} koncový bod intervalu {\displaystyle x_{i+1}\,\!} a odečteme-li od sebe rozvoje přesného řešení {\displaystyle y\,\!} a jeho interpolaci {\displaystyle {\tilde {y}}}, dostaneme
{\displaystyle {\tilde {y}}'(x_{i})-y'(x_{i})={\frac {1}{2}}y''(\xi _{h})(x_{i+1}-x_{i}),}
kde {\displaystyle \xi _{h}\,\!} je nějaký bod v intervalu {\displaystyle <x_{i},x_{i+1}>\,\!}.
Odečteme-li pak od sebe rozvoje přesného řešení {\displaystyle y\,\!} a jeho interpolaci {\displaystyle {\tilde {y}}} ve vnitřním bodu intervalu {\displaystyle x\,\!}, dostaneme
Pro odhad chyby v normě {\displaystyle H^{1}\,\!} pak platí
{\displaystyle \|y-y_{h}\|_{H^{1}}\leq Ch\|y''\|,} kde {\displaystyle h\,\!} je největší z intervalů {\displaystyle <x_{i},x_{i+1}>\,\!}. Tento výsledek má fundamentální význam pro konvergenci, neboť říká, že s jemnější diskretizací ({\displaystyle h\to 0}) se rozdíl přesného a diskretizovaného řešení zmenšuje. Céaovo lemma má pro a priorní odhad chyby velký význam rovněž z toho důvodu, že umožňuje místo aproximačních vlastností bázových funkcí vyšetřovat aproximační vlastnosti vektorových prostorů {\displaystyle V_{h}\,\!}. Obecný odhad chyby založený na Céaově lemmatu lze pro některé speciální třídy úloh upřesnit 

## Aplikace na fyzikální problémy
Galerkinova metoda, nejčastěji ve formě metody konečných prvků, se používá k numerickému řešení rovnice vedení tepla, rovnic popisujících gravitační, magnetický či elektrický potenciál, vlnové rovnici nebo rovnic mechaniky kontinua (např. Navierova–Stokesova rovnice).
Historicky prvními úlohami, pro jejichž řešení byla použita Galerkinova metoda, byly výpočty pružnosti a pevnosti (např. vlastní kmity).

### Průhyb nosníku
Klasickou úlohou je průhyb nehomogenního nosníku proměnného průřezu. Je-li nosník délky {\displaystyle L\,\!} namáhaný příčným zatížením {\displaystyle q(x)\,\!} na obou stranách vetknutý, platí pro průhyb {\displaystyle u(x)\,\!} rovnice
{\displaystyle (E(x)I(x)u''(x))''=q(x),\qquad u(0)=u(L)=u'(0)=u'(L)=0},
kde {\displaystyle E(x)\,\!} je Youngův modul pružnosti a {\displaystyle I(x)\,\,} je kvadratický moment průřezu.
Pro odvození slabého řešení definujme vektorový prostor funkcí splňujících zadané homogenní okrajové podmínky
a slabé řešení je pak definováno rovnicí
kde bilineární forma je dána předpisem
a vektor zatížení je
Ke stejné slabé formulaci bychom dospěli minimalizací funkcionálu
kde fyzikální význam prvního členu je potenciální energie vnitřních sil (energie napjatosti) a druhý člen představuje potenciální energii vnějších sil.
Vzhledem k tomu, že vyšetřovaná rovnice je čtvrtého řádu, je na testovací funkce kladena podmínka spojitosti prvních derivací v celém intervalu. Při rozdělení oblasti na {\displaystyle N\,\!} intervalů lze jako testovací funkce použít kubické splinové funkce určené předpisem
Označíme-li délku intervalu {\displaystyle <x_{i-1},x_{i}>\,\!} jako {\displaystyle h_{i}\,\!}, pak testovací funkce jsou dány vztahy
Zajímavou vlastností diskretizovaného řešení je, že je-li nosník homogenní a průřez nosníku konstantní, pak diskretizované řešení nemá v uzlových bodech {\displaystyle x_{i}\,\!} žádnou diskretizační chybu.

### Stacionární vedení tepla
Stacionární vedení tepla v D-dimenzionální oblasti je popsáno rovnicí
Je-li prostředí homogenní a isotropní (tj. {\displaystyle k_{ij}\,\!} je jednotková matice), přechází rovnice na tzv. Poissonovou rovnici
která je významná i v teorii potenciálu. Nejčastějšími okrajovými podmínkami jsou Dirichletova homogenní podmínka {\displaystyle T=0\,\!}, jejímž fyzikálním významem je zadaná teplota na hranici oblasti, nebo homogenní Neumannova podmínka na normálovou derivaci {\displaystyle {\frac {\partial T}{\partial \mathbf {n} }}=0}, resp. {\displaystyle \sum _{ij}a_{ij}{\frac {\partial T}{\partial x_{j}}}n_{i}=0} pro neisotropní prostředí, jejímž fyzikálním významem je nulový tepelný tok přes hranici oblasti (tj. tepelně izolovaná hranice).
Přenásobením rovnice vedení tepla libovolnou testovací funkcí a použitím Greenovy formule (zobecněná integrace per partes ve více dimenzích)
dostaneme variační formulaci
Okrajové podmínky vyřešíme volbou vektorového prostoru testovacích funkcí: pro homogenní Dirichletovu podmínku zvolme
kde {\displaystyle L^{2}(\Omega )\,\!} značí vektorový prostor funkcí, pro něž je integrál {\displaystyle \int _{\Omega }f(x)^{2}\mathrm {d} \Omega \,\!} konečný,
a integrál přes hranici oblasti ve slabé formulaci vymizí díky {\displaystyle v=0|\partial \Omega \,\!}. V případě homogenní Neumannovy podmínky stačí volit vektorový prostor testovacích funkcí
a integrál přes hranici oblasti vymizí díky podmínce na nulový tepelný tok přes hranici.
Díky tomu je podmínka na (normálovou) derivaci označována za přirozenou.
Slabé řešení stacionární rovnice vedení tepla je tedy
přičemž vektorový prostor {\displaystyle V\,\!} je určen předepsanými okrajovými podmínkami.

## Bezsíťová Galerkinova metoda
Obtíže při konstrukci výpočetních sítí vedly k rozvoji celé třídy tzv. bezsíťových metod. Tyto metody lze s výhodou uplatnit pro řešení problémů, kdy se zkoumaná oblast deformuje, např. úlohy s pohyblivou hranicí, šíření trhlin nebo simulace tavení. Typickým zástupcem bezsíťových metod je bezsíťová Galerkinova metoda, při níž je konečně-prvková síť nahrazena uzlovými body, se kterými jsou asociovány váhové funkce s omezeným nosičem.
Diskretizované řešení se hledá ve tvaru

kde {\displaystyle p_{i}(x)\,\!} jsou bázové funkce a {\displaystyle a_{i}(x)\,\!} jsou neznámé koeficienty závislé na poloze. V jednodimenzionálním případě s lineární bází je {\displaystyle m=2\,\!} a bázové funkce jsou {\displaystyle p_{1}=1\,\!} a {\displaystyle p_{2}=x\,\!}. Koeficienty {\displaystyle a(x)\,\!} se získají minimalizací funkce 
kde {\displaystyle w\,\!} jsou váhové funkce asociované s uzlovými body {\displaystyle x_{i}\,\!}, jejichž počet je {\displaystyle N\,\!}.

## Historie
Základy metody položil německý matematik Walter Ritz v práci zabývající se výpočtem vlastních kmitů pružné desky. Pro výpočet polohy uzlových bodů, tzv. Chladniho obrazců, použil variační metodu. Ritzův přístup záhy získal velký ohlas u ruských vědců, kteří metodu zobecnili. Ruský inženýr a konstruktér ponorek Ivan Grigorjevič Bubnov rozpoznal, že slabé řešení lze definovat i pro problémy, které nemají funkcionál energie. Metodu dále zobecnil Boris Grigorjevič Galjorkin, když ukázal, že podmínka ortogonality bázových funkcí není nutná.
Původní Ritzovu myšlenku obohatil Richard Courant, když navrhl hledat přibližné řešení variačního problému ve tvaru spojité lineární funkce na triangulované oblasti. S rozvojem výpočetní techniky pak nastal bouřlivý rozvoj metody konečných prvků, přičemž poprvé byl termín metoda konečných prvků použit v roce 1960.
Přestože k numerickému řešení diferenciálních rovnic se metoda konečných prvků (MKP) používala zejména v leteckém průmyslu již od padesátých let, teoretické studium MKP začalo až v polovině šedesátých let, kdy brněnský matematik Miloš Zlámal jako první dokázal konvergenci MKP  a stal se tak světově uznávaným odborníkem.

#### Česky
- I. Babuška, M. Práger, E. Vitásek: Numerické řešení diferenciálních rovnic, SNTL Praha, 1964.
- Z. Bittnar, P. Řeřicha. Metoda konečných prvků v dynamice konstrukcí, SNTL Praha, 1981.
- J. Haslinger. Metoda konečných prvků pro řešení eliptických rovnic a nerovnic. Skripta MFF UK, SPN Praha, 1980.
- V. Kolář, J. Kratochvíl, F. Leitner, A. Ženíšek. Výpočet plošných a prostorových konstrukcí metodou konečných prvků. SNTL, Praha 1979.
- V. Kolář, I. Němec, V. Kanický. FEM – principy a praxe metody konečných prvků. Computer Press, Praha, 1997.
- K. Rektorys. Variační metody v inženýrských problémech a v problémech matematické fyziky, Academia, Praha, 1999.
- E. Vitásek. Numerické metody, SNTL, Praha, 1987.

#### Anglicky
- I. Babuška, T. Strouboulis: The finite element method and its reliability, Oxford University Press, New York, 2001.
- S. C. Brenner, L. Ridgway Scott. The mathematical theory of finite element methods, New York, Springer 1994. ISBN 0-8493-1668-5
- K. K. Gupta, J. L. Meek. A Brief History of the Beginning of the Finite Element Method, Int. J. for Num. Methods in Engineering, 39, 3761-3774, 1996. dostupné online[nedostupný zdroj]
- K. H. Huebner, D. L. Dewhirst, D. E. Smith, T. G. Byrom. The Finite Element Method For Engineers, John Wiley, 2001. ISBN 0-471-37078-9
- P. Šolín. Partial Differential Equations and the Finite Element Method, J. Wiley and Sons, 2005. ISBN 0-4717-2070-4
- R L. Taylor. Ritz and Galerkin: the road to the Finite Element Method. Bulletin for the international association for computational Mechanics, 12:2–5, 2002. dostupné online Archivováno 4. 7. 2011 na Wayback Machine.
- L. T. Tenek, J. H. Argyris. Finite element analysis for composite structures. Springer 1998. ISBN 978-0-7923-4899-3
- O. C. Zienkiewicz. The Finite Element Method in Engineering Science. McGraw Hill, London, 1971.